# Seskwiterpeny
Seskwiterpeny – węglowodory z grupy terpenów; należą tu liczne składniki olejków eterycznych, żywic, mogą mieć strukturę łańcuchową lub cykliczną. Są oleistymi cieczami lub substancjami stałymi. Wyróżnia się tutaj laktony (są składnikami gorzkimi; gorycze seskwiterpenowe) i azuleny (są lotne z parą wodną, mają barwę niebieską, zieloną, fioletową; charakteryzują się właściwościami przeciwzapalnymi).

## Seskwiterpeny niecykliczne
Pośród występujących w przyrodzie seskwiterpenów niecyklicznych znane są jedynie terpenoidy. Przykładami są: farnezol i nerolidol.

## Seskwiterpeny monocykliczne
Głównymi przedstawicielami tej grupy są węglowodory, a wśród nich najpopularniejsze są bisaboleny. Ponadto jest to zyngiberen i harnandulcyna.

## Seskwiterpeny bicykliczne
Są jednymi z najbardziej rozpowszechnionych seskwiterpenów. Przedstawicielami tej grupy są: kadiden, selinen, gwajol i kariofilen.

## Seskwiterpeny tricykliczne
Należą do nich m.in. santalole.